# Perú en las misiones de paz
El Perú, en su calidad de miembro fundador de la Organización de las Naciones Unidas, ha tenido un alto nivel de participación en las misiones de paz, colaborando con tropas para los popularmente llamados Cascos Azules. En 1988, durante la gestión del peruano Javier Pérez de Cuéllar como Secretario General de la ONU, las Fuerzas de paz de las Naciones Unidas recibieron el Premio Nobel de la Paz.
El Perú ha enviado tropas del Ejército, la Marina y la Fuerza Aérea. Las misiones en las que ha participado son:
- Líbano (1958)
- Egipto (1973-1974)
- Irán - Irak (1988)
- Namibia (1989)
- Sáhara Occidental (1991)
- Sierra Leona (2000)
- Timor Oriental (2000-2001)
- Congo (2000-2004)
- Costa de Marfil (2000-2004)
- Liberia (2000-2004)
- Etiopía - Eritrea (2000-2004)
- Chipre (2002-2004)
- Burundi (2004)
- Haití (2004- 2015)
- Congo (2010-)
- Sudán del Sur (2011-)
- República Centroafricana (2016-)